# Wilhelm Tolksdorf
Wilhelm Tolksdorf (* 13. November 1936 in Waltrop) ist ein Brigadegeneral außer Dienst des Heeres der Bundeswehr.

## Leben
Tolksdorf besuchte das Gymnasium Petrinum Recklinghausen. Am 1. April 1957 trat er in die Bundeswehr ein und durchlief die Ausbildung zum Offizier in der Infanterie. Er absolvierte von 1967 bis 1969 den 10. Generalstabslehrgang Heer an der Führungsakademie der Bundeswehr in Hamburg, wo er zum Offizier im Generalstabsdienst ausgebildet wurde. Von 1980 bis 1983 war er Referatsleiter im Bundesministerium der Verteidigung. Von 1983 bis 1988 war er Kommandeur der Panzerbrigade 14.

## Veröffentlichung
- mit Hilmar Linnenkamp: Wehrstruktur. In: Ralf Zoll, Ekkehard Lippert, Tjarck Rössler (Hrsg.): Bundeswehr und Gesellschaft (= Studienbücher zur Sozialwissenschaft. Nr. 34). Westdeutscher Verlag, Opladen 1977, ISBN 3-322-85442-6, S. 340–343, doi:10.1007/978-3-322-85442-1_68.